# Callipogon beckeri
Callipogon beckeri là một loài bọ cánh cứng trong họ Cerambycidae.